# 부민관
부민관(府民館) 또는 경성부민관(京城府民館)은 일제 강점기 경성부 부립(府立)의 다목적 건물이다. 1934년 7월 공사를 시작하여 1935년 12월 10일 완공하였다. 지금의 서울특별시 중구 세종대로 125 (태평로1가) 위치에 세워졌으며, 완공당시 철근 콘크리트 구조 3층, 연면적 5,676m², 높이 45m로 대집회용 건물로써 강당과 사교실등의 편의시설을 갖춘 경성부에서도 손꼽히는 건물이었다. 대강당은 규모는 약 2,000석으로 대소집회, 연극, 강연회등을 치를 수 있었다. 광복이후 국회의사당, 세종문화회관 별관을 거쳐 현재는 서울시의회 의사당 및 사무처의 용도로 사용되고 있다.

## 연혁
완공 이후 여러 기관을 거쳐 1991년부터는 서울시의회에서 사용하고있다. 1980년 정문과 현관이 철거되었고, 2002년 등록문화재 제11호 '서울 구 국회의사당'으로 등록되었다.
| 시기          | 용도                        |
| ------------- | --------------------------- |
| 1934년~1950년 | 경성부민관                  |
| 1954년~1975년 | 국회의사당                  |
| 1975년~1990년 | 세종문화회관 별관           |
| 1991년~       | 서울시의회 의사당 및 사무처 |

## 역사
부민관터는 본래 고종의 후궁이자 영친왕의 생모인 순헌황귀비 엄씨의 위패를 봉안한 덕안궁이 있던 곳이다. 경성전기회사는 서울의 전기사업을 독점하고 있었는데, 그 대가로 50만원을 납부하였다. 그 돈을 바탕으로 경성부의 부민들을 위하여 5,600여 제곱미터의 규모의 다목적 강당을 지어 문화공연장으로 사용하였다.
일제말기에 부민관은 일제의 전쟁독려를 위한 정치집회를 위하여 사용되기도 하였다. 모윤숙과 이광수는 부민관에서 일제의 전쟁에 협력하라는 연설을 하였다.
해방 후 미군 사령부가 사용하였고, 한국전쟁 때 서울수복 이후부터 1975년까지 국회의사당으로 사용을 하였다. 이후 세종문화회관 별관로 이용하다가 1991년 부터 지방자치제 확대 실시와 함께 서울특별시의회가 사용하게 되었다.

왼쪽부터 강윤국, 조문기, 유만수

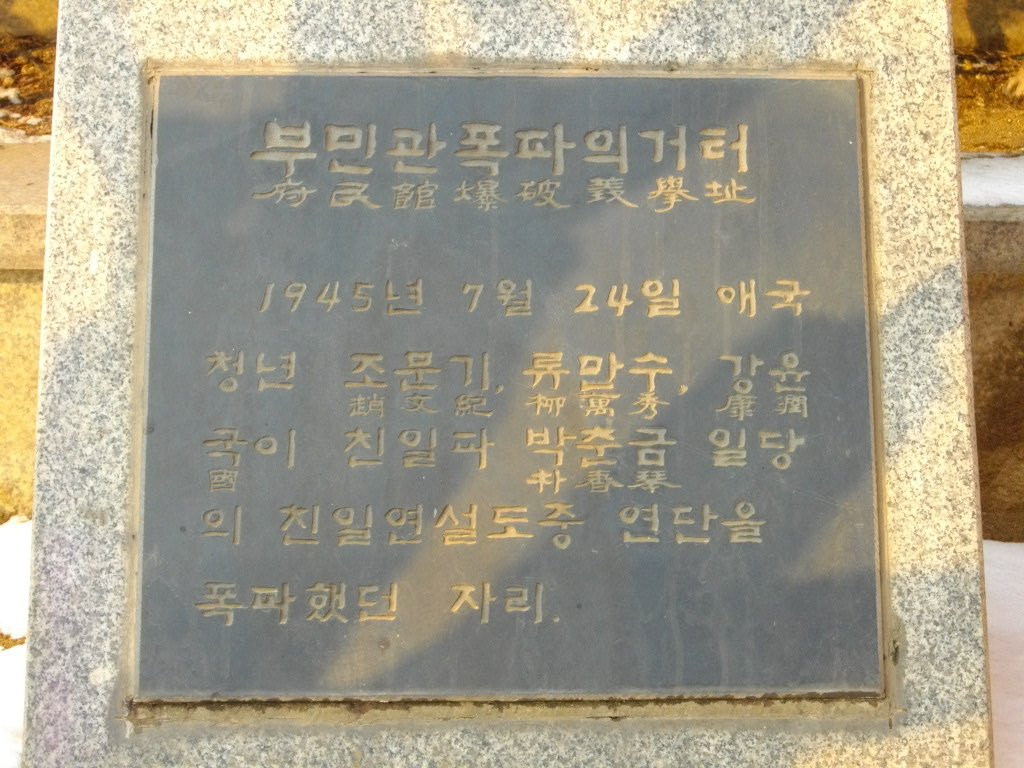
부민관폭파의거비

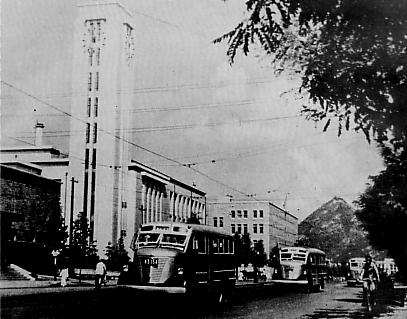
일제강점기 당시의 부민관

### 부민관 의거
1945년 7월 24일에 부민관에서는 매국노 박춘금의 '아시아민족의 해방' 강연회와 '남년청년 분격웅변대회'가 열릴 예정이었는데, 조문기, 유만수, 강윤국 등이 다이너마이트를 설치하고 터뜨려 대회장을 아수라장으로 만들었다.
1995년에 서울특별시 중구에 부민관 폭탄 의거 터 표석이 설치되었다.

## 사진

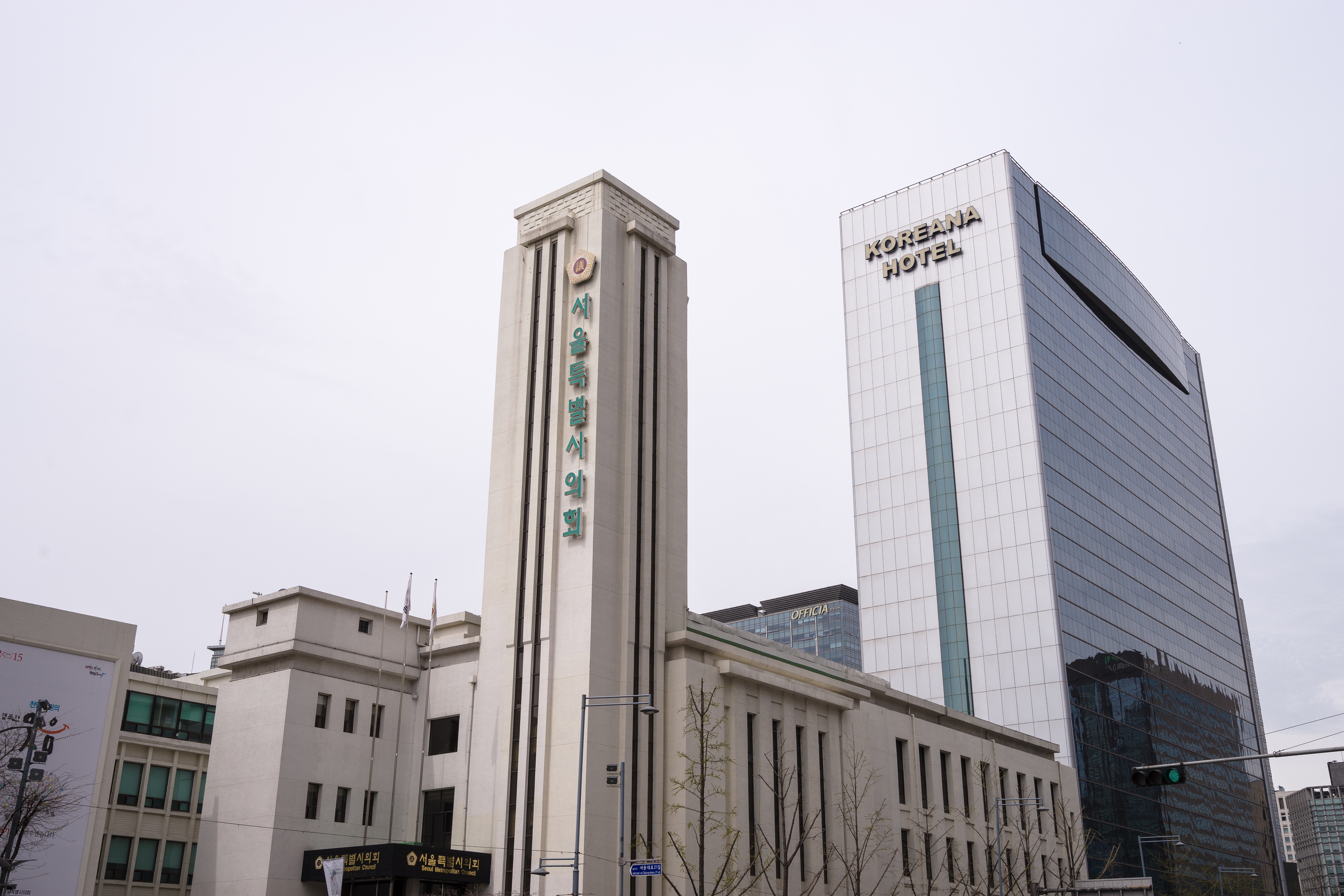
2015년 4월

## 같이 보기
- 경성부

## 참고 자료
- 서울 구 국회의사당 - 국가유산청 국가유산포털